# 455 (číslo)
Čtyři sta padesát pět je přirozené číslo. Následuje po číslu čtyři sta padesát čtyři a předchází číslu čtyři sta padesát šest. Římskými číslicemi se zapisuje CDLV a řeckými číslicemi υνε.

## Matematika
455 je:
- Deficientní číslo
- Složené číslo
- Nešťastné číslo

## Astronomie
- (455) Bruchsalia je planetka hlavního pásu, kterou objevili v roce 1900 Max Wolf a Arnold Schwassmann

## Roky
- 455
- 455 př. n. l.